# 九龙街道 (通海县)
九龙街道，是中华人民共和国云南省玉溪市通海县下辖的一个乡镇级行政单位。

## 行政区划
九龙街道下辖以下地区：
九街社区、大梨社区、三义社区、碧溪社区、大河嘴社区、元山社区、九龙社区、团田村和水塘村。